# Шамханов, Имран Ибрагимович
Имра́н Ибраги́мович Шамха́нов (фр. Imran Ibraguimovitch Chamkhanov; 14 июня 1991, Грозный, Чечено-Ингушская АССР, СССР) — французский футболист, полузащитник.

## Карьера
Воспитанник школы московского ЦСКА. В 2001 году вместе с семьёй переехал во Францию, где играл в молодёжных школах «Канн» и «Монако». Свой первый профессиональный контракт Шамханов подписал с латвийским клубом «Вентспилс», за который провёл один сезон, и, забил 1 мяч. Позже его стали реже выпускать на поле и Шамханов в июне 2010 года решил вернуться к тренировкам во Францию, где поддерживал кондиции с «Монако». В августе того же года, несмотря на предложения от грозненского «Терека» и от клуба «Канны», подписал контракт с «Дачией» из Кишинёва, однако в последний день закрытия трансферного окна вместе с Русланом Картоевым был отдан в аренду в «Гагаузию». В Молдавии Шамханов не прижился, и вскоре вернулся во Францию. В 2011 года выступал за ПАО «Руф» Афины.

## Личная жизнь
Сын бывшего футболиста Ибрагима Шамханова, его дядя Авалу также профессиональный футболист и футбольный функционер.